# Ralf Wolter
Ralf Wolter, född 26 november 1926 i Berlin, död 14 oktober 2022 i München, var en tysk skådespelare. Wolter, som filmdebuterade 1951 i Oss greker emellan, medverkade fram till 2012 i långt över 200 filmer och TV-produktioner.

## Filmografi (urval)
- 2009 − Dinosaurier
- 1995 – Vendetta
- 1977 – Ormens ägg
- 1972 – Cabaret
- 1967 − Den vilda jakten på juvelerna
- 1966 − Johnny Ringo - död eller levande
- 1964 − Guldsökarna från Arkansas
- 1961 – Ett, två, tre
- 1959 − Sommaren med Liselotte
- 1959 – Rosor till åklagaren
- 1957 – Svindlaren Felix Krull
- 1958 − Razzia vid Reeperbahn
- 1956 − Flickan från Flandern
- 1951 − Oss greker emellan